# Contrada della Piscina
La Contrada della Piscina è stata una contrada di Milano appartenente al sestiere di Porta Vercellina.

## Confini
I confini della contrada correvano lungo via Orefici fino all'incrocio tra via Meravigli e via Manfreda Camperio, dove confinava con il sestiere di Porta Comasina, per poi proseguire in via Meravigli fino all'incrocio con la via delle Orsole. Il confine continuava fino all'incrocio tra quest'ultima e la via San Vittore al Teatro, via della Posta, piazza Cordusio, via Armorari e via Cesare Cantù.

## Luoghi di culto
Tra le architetture religiose degne di nota comprese entro i confini della contrada erano presenti, oltre alla chiesa di Santa Maria Segreta, la chiesa di Sant'Ulderico al Bocchetto, con annesso monastero, e la chiesa di San Vittore al Teatro, oggi non più esistenti.

## Storia

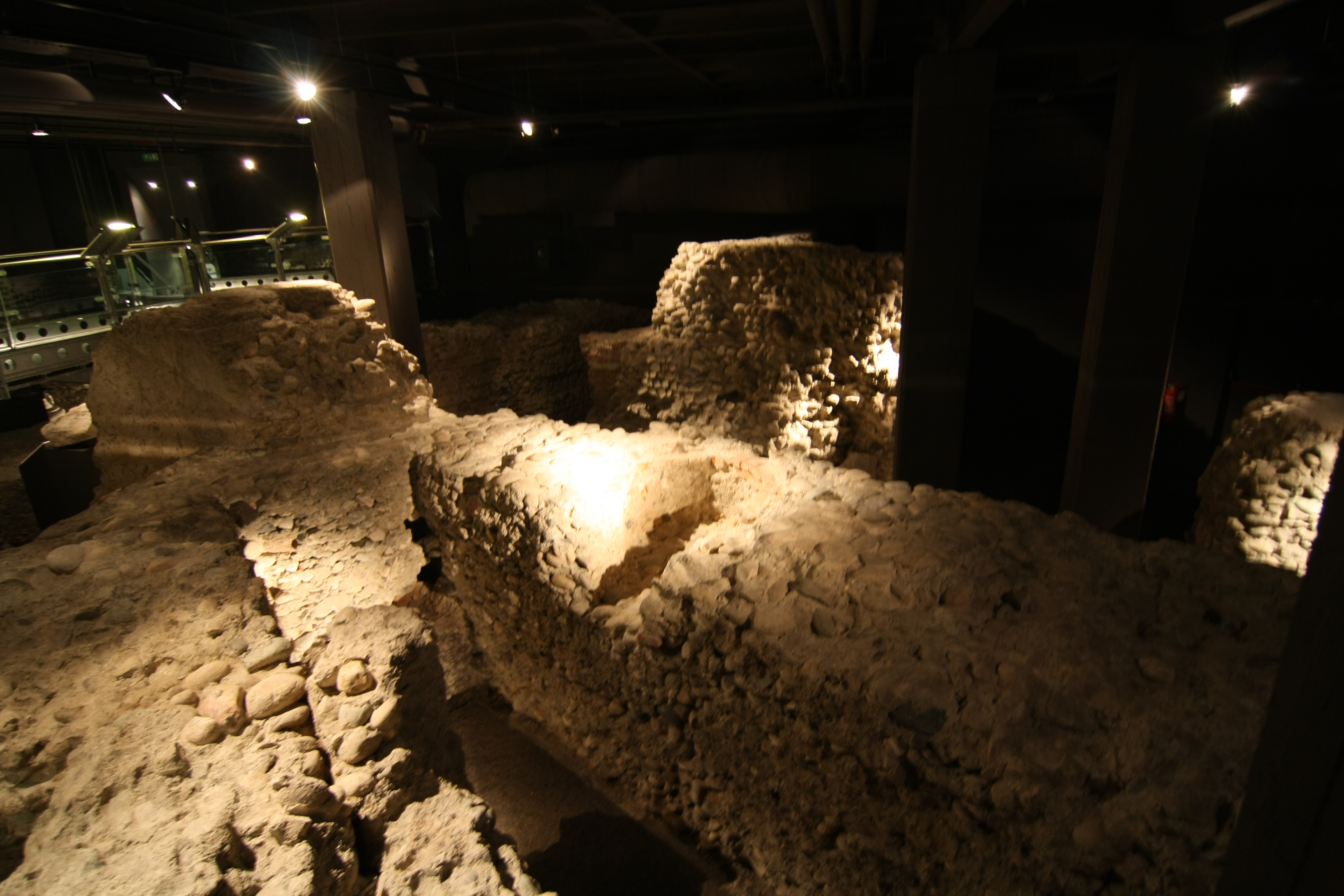
Resti del teatro romano di Milano, visitabili nel museo sensibile istituito nei sotterranei di Palazzo Turati presso la Camera di Commercio della città

La contrada prende il nome dalla piazzuola della Piscina, su cui convergevano a croce quattro vie. Questo toponimo, che deriva dalla presenza, in antichità, di una grande vasca pubblica, ha dato il nome a una chiesa che sorgeva nei suoi pressi, la già citata chiesa di Santa Maria Segreta, detta anche di "chiesa di Santa Maria alla Piscina". 

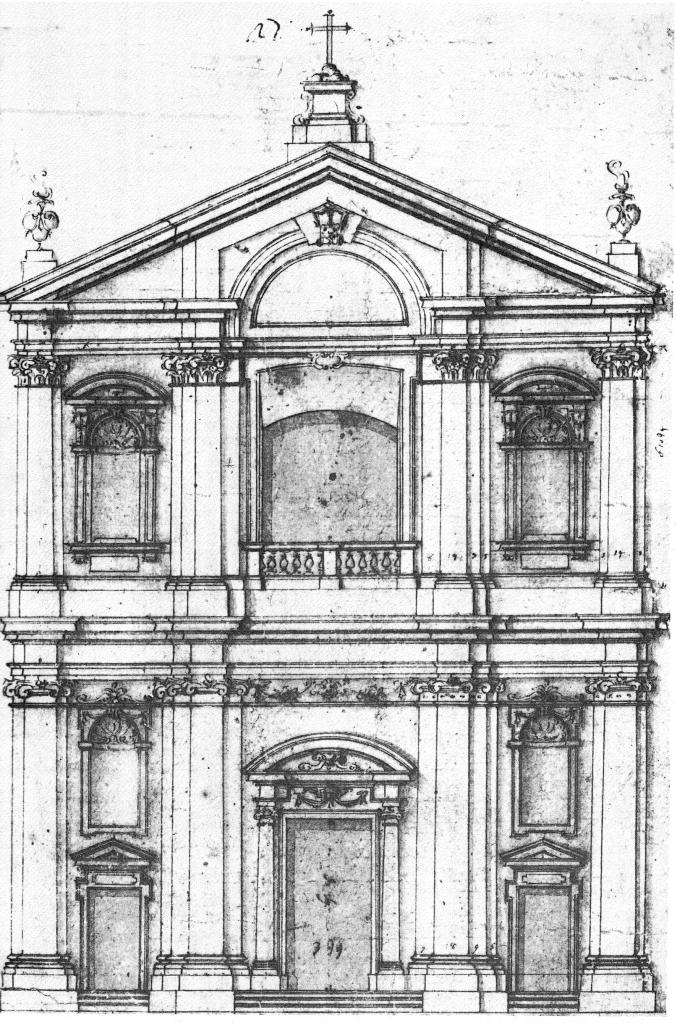
La Chiesa di San Vittore al Teatro

Altra ipotesi vuole che il termine "piscina" derivi dal nome di un'effige della Beata Vergine che era dipinta sulle pareti della chiesa di Santa Maria Segreta e che era chiamata Beata Vergine della Piscina per la presenza, fin dai tempi più antichi, su una parete di una casa che si trovava di fronte alla chiesa citata, di un'immagine raffigurante la Piscina di Betzaeta. 
Degna di nota è il vicolo di San Vittore al Teatro (in seguito parte di esso fu chiamato vicolo di Santa Maria Fulcorina. Su un documento dell'epoca il vicolo di San Vittore al Tetro è definito in latino quae dicitur Stabuli, ovvero "che è dedicato allo Stabile", ovvero al teatro), dov'era situata l'omonima e già citata chiesa. Prendevano il nome dalla presenza del teatro romano di Milano, che sorgeva nei suoi pressi, i cui resti sono stati rinvenuti sotto Palazzo Mezzanotte, sede della Borsa Italiana. 
Degna di nota è anche via Santa Maria Segreta, che prende il nome dall'omonima chiesa: quest'ultima originava la seconda parte della denominazione da un tempio romano pagano, il secretum (sacello) di Demetra, che sorgeva in quell'area.